# Australian Championships 1933
Die 26. Australian Championships waren ein Tennis-Rasenplatzturnier der Klasse Grand Slam, das von der ILTF veranstaltet wurde. Es fand vom 21. bis 30. Januar 1933 in Melbourne, Australien statt.
Titelverteidiger im Einzel waren Jack Crawford bei den Herren sowie Coral Buttsworth bei den Damen. Im Herrendoppel waren Jack Crawford und Edgar Moon, im Damendoppel Coral Buttsworth und Jarjorie Crawford die Titelverteidiger. Im Mixed waren Marjorie Crawford und Jack Crawford die Titelverteidiger.

## Dameneinzel
| Nr. | Spielerin         | Erreichte Runde |
| --- | ----------------- | --------------- |
| 01. | Joan Hartigan     | Sieg            |
| 02. | Coral Buttsworth  | Finale          |
| 03. | Emily Westacott   | Halbfinale      |
| 04. | Marjorie Crawford | Achtelfinale    |

| Nr. | Spielerin              | Erreichte Runde |
| --- | ---------------------- | --------------- |
| 05. | Frances Hoddle-Wrigley | Halbfinale      |
| 06. | Nell Hall              | Viertelfinale   |
| 07. | Margaret Molesworth    | Viertelfinale   |
| 08. | Nancy Lewis            | Viertelfinale   |

## Damendoppel
| Nr. | Paarung                             | Erreichte Runde |
| --- | ----------------------------------- | --------------- |
| 01. | Coral Buttsworth Marjorie Crawford  | Viertelfinale   |
| 02. | Meryl O’Hara Wood Gladys Toyne      | Viertelfinale   |
| 03. | Margaret Molesworth Emily Westacott | Sieg            |
| 04. |                                     |                 |

| Nr. | Paarung                          | Erreichte Runde |
| --- | -------------------------------- | --------------- |
| 05. | Joan Hartigan Marjorie Van Ryn   | Finale          |
| 06. | Nell Hall Frances Hoddle-Wrigley | Viertelfinale   |
| 07. | May Blick Truda Cox              | Halbfinale      |
| 08. | M. Derman Kath Woodward          | Halbfinale      |

## Mixed
| Nr. | Paarung                          | Erreichte Runde |
| --- | -------------------------------- | --------------- |
| 01. | Jack Crawford Marjorie Crawford  | Sieg            |
| 02. | Ellsworth Vines Marjorie Van Ryn | Finale          |
| 03. | Harry Hopman Nell Hall           | Halbfinale      |
| 04. | Edgar Moon Joan Hartigan         | Viertelfinale   |